# High Time (Zachary Richard)
High Time è il primo album di Zachary Richard, pubblicato dalla Rhino Records nel 2001. Il disco fu registrato tra il settembre 1973 ed il marzo 1974 a New York (Record Plant Studio).

## Tracce
1. Keep Me Jumpin' – 3:20 (Zachary Richard)
2. Steal a Smile – 3:07 (Zachary Richard)
3. Second Morning Song – 5:03 (Zachary Richard)
4. Six Bullets in Satan – 4:17 (Zachary Richard)
5. J'ai été au bal – 2:18 (Brano tradizionale)
6. High Time – 4:09 (Zachary Richard)
7. Reach Out – 4:09 (Zachary Richard)
8. Let Your Love Spread – 3:05 (Zachary Richard)
9. Chère Alice – 4:25 (Brano tradizionale)
10. Let Me Turn to You – 5:52 (Zachary Richard)
11. Six Bullets in Satan – 3:59 (Zachary Richard) – Demo Recordings
12. Sir Gawaine Original – 7:38 (Brano tradizionale) – Demo Recordings
13. Deep Night Hole – 8:22 (Zachary Richard) – Demo Recordings
14. High Time – 4:45 (Zachary Richard) – Demo Recordings
15. Let Your Love Special – 3:25 (Zachary Richard) – Demo Recordings
16. Second Morning Song – 4:34 (Zachary Richard) – Demo Recordings
17. Jeune fille Chanky Chank – 2:31 (Zachary Richard) – Demo Recordings

## Musicisti
- Zachary Richard - chitarra acustica, pianoforte, accordion, voce
- Johnny Scholl - chitarra (brani: 1, 2, 3, 4, 5, 6, 7, 8, 9 & 10)
- Kenneth Richard - chitarra acustica, accompagnamento vocale (brani: 1, 2, 3, 4, 5, 6, 7, 8, 9 & 10)
- Michael Doucet - chitarra acustica, accompagnamento vocale (brani: 1, 2, 3, 4, 5, 6, 7, 8, 9 & 10)
- Rick Tobey - chitarra elettrica (brani demo: 11, 12, 13, 14, 15, 16 & 17)
- John Sieger - basso (brani: 1, 2, 3, 4, 5, 6, 7, 8, 9 & 10)
- Mark Moogy Klingman - organo (brani: 1, 2, 3, 4, 5, 6, 7, 8, 9 & 10)
- Jimmy Buchanan - fiddle (brani: 1, 2, 3, 4, 5, 6, 7, 8, 9 & 10)
- Ralph Shuckett - armonica (brani: 1, 2, 3, 4, 5, 6, 7, 8, 9 & 10)
- Steve Gadd - batteria (brani: 1, 2, 3, 4, 5, 6, 7, 8, 9 & 10)
- Leslie Donovan - accompagnamento vocale (brani: 1, 2, 3, 4, 5, 6, 7, 8, 9 & 10)